# Deni Avdija
Deni Avdija (Hebreeuws: דני אבדיה, Servisch: Дени Авдија) (Beit Zera, 3 januari 2001) is een Israëlisch-Servisch basketballer die speelt als small forward.

## Clubcarrière
Als zoon van voormalig basketballer Zufer Avdija, kwam hij sinds 2013 uit voor de jeugdploegen van Maccabi Tel Aviv BC. In 2017 maakte hij op 16-jarige leeftijd zijn debuut voor de eerste ploeg, waarmee hij meteen de jongste speler werd in de clubgeschiedenis. Met Maccabi werd Avdija drie maal Israëlisch landskampioen. In 2020 stelde hij zich kandidaat voor de NBA Draft 2020 waar hij in de eerste ronde als 9e werd gekozen door de Washington Wizards. Enkele dagen later tekende hij een contract bij de Wizards. Op 23 december 2020 maakte hij zijn debuut voor de Wizards toen hij meteen mocht starten in de openingswedstrijd tegen de Philadelphia 76ers. 
In zijn rookie-seizoen mocht Avdjia 32 keer aantreden als basisspeler en was hij goed voor een gemiddelde van 6,3 punten en 4,9 rebounds per wedstrijd. Ook het daaropvolgende seizoen maakte Avdjia een speeltijd van ruim 24 minuten per wedstrijd, maar vooral als invaller. Desondanks kon hij zijn statistieken toch verbeteren naar 8,4 punten en 5,2 rebounds per wedstrijd. Tevens speelde Avdjia in elke wedstrijd van de Washington Wizards mee. Tijdens het seizoen 2022/23 werd Avdjia steeds meer gebruikt in de starting five en opnieuw kon hij zijn statistieken verbeteren. Zo werd hij tijdens het seizoen 2023/24 een vaste basisspeler bij de Wizards, goed voor een gemiddelde van 14,7 punten, 7,2 rebounds en 3,8 assists per wedstrijd.
In juli 2024 werd Avdija geruild naar de Portland Trail Blazers voor Malcolm Brogdon, Carlton Carrington en drie draftkeuzes. Avdija was ook in Portland voornamelijk basisspeler. Hij sloot zijn eerste seizoen bij de  Portland Trail Blazers af met wedstrijdgemiddeldes van 16,9 punten, 7,3 rebounds en 3,9 assists.

## Erelijst
- Israëlisch landskampioen: 2018, 2019, 2020
- Israëlisch bekerwinnaar: 2017
- MVP Israëlische basketbalcompetitie: 2020

## Statistieken
| Legenda | Legenda                | Legenda | Legenda                 | Legenda | Legenda               |
| ------- | ---------------------- | ------- | ----------------------- | ------- | --------------------- |
| WG      | Wedstrijden gespeeld   | WS      | Wedstrijden als starter | MPW     | Minuten per wedstrijd |
| FG%     | Fieldgoal-percentage   | 3P%     | Drie-punterpercentage   | VW%     | Vrije-worppercentage  |
| RPW     | Rebounds per wedstrijd | APW     | Assists per wedstrijd   | SPW     | Steals per wedstrijd  |
| BPW     | Blocks per wedstrijd   | PPW     | Punten per wedstrijd    | Vet     | Hoogste in carrière   |

### Regulier seizoen NBA
| Seizoen  | Team                   | WG  | WS  | MPW  | 2P%  | 3P%  | FW%  | RPW | APW | SPW | BPW | PPW  |
| -------- | ---------------------- | --- | --- | ---- | ---- | ---- | ---- | --- | --- | --- | --- | ---- |
| 2020/21  | Washington Wizards     | 54  | 32  | 23,3 | 41,7 | 31,5 | 64,4 | 4,9 | 1,2 | 0,6 | 0,3 | 6,3  |
| 2021/22  | Washington Wizards     | 82  | 8   | 24,2 | 43,2 | 31,7 | 75,7 | 5,2 | 2,0 | 0,7 | 0,5 | 8,4  |
| 2022/23  | Washington Wizards     | 76  | 40  | 26,6 | 43,7 | 29,7 | 73,9 | 6,4 | 2,8 | 0,9 | 0,4 | 9,2  |
| 2023/24  | Washington Wizards     | 75  | 75  | 30,1 | 50,6 | 37,4 | 74,0 | 7,2 | 3,8 | 0,8 | 0,5 | 14,7 |
| 2024/25  | Portland Trail Blazers | 72  | 54  | 30,0 | 47,6 | 36,5 | 78,0 | 7,3 | 3,9 | 1,0 | 0,5 | 16,9 |
| Carrière | Carrière               | 359 | 209 | 27,0 | 46,2 | 33,7 | 75,3 | 6,2 | 2,8 | 0,8 | 0,4 | 11,3 |

### EuroCup
| Seizoen  | Team                | WG | WS | MPW  | 2P%  | 3P%  | FW%  | RPW | APW | SPW | BPW | PPW |
| -------- | ------------------- | -- | -- | ---- | ---- | ---- | ---- | --- | --- | --- | --- | --- |
| 2018/19  | Maccabi Tel Aviv BC | 8  | 0  | 6,4  | 44,4 | 50,0 | 100  | 1,5 | 0,3 | 0,1 | 0   | 3,9 |
| 2019/20  | Maccabi Tel Aviv BC | 26 | 5  | 14,3 | 43,6 | 27,7 | 55,6 | 2,6 | 1,2 | 0,4 | 0,2 | 4,0 |
| Carrière | Carrière            | 34 | 5  | 12,4 | 43,8 | 31,6 | 60,  | 2,4 | 0,9 | 0,3 | 0,2 | 4,0 |

## Interlandcarrière
Op 21 februari 2019 maakte Avdija zijn debuut voor het Israëlisch basketbalteam tijdens de kwalificaties voor het Wereldkampioenschap basketbal mannen 2019. Avdija kwalificeerde zich met Israël ook voor EuroBasket 2022, waarin ze werden uitgeschakeld in de groepsfase.